# Marija Trošt
Marija Trošt je naselje u Hrvatskoj u sastavu Grada Delnica. Nalazi se u Primorsko-goranskoj županiji.

## Zemljopis
Jugozapadno su Delnice, park šuma Japlenški vrh je zapadno i jugozapadno. Dalje jugoistočno su Podstena, Dedin i Zalesina. Istočno su Gornji Turni, izvor rječice Kupice, geomorfološki rezervat Vražji prolaz i Zeleni vir i Skrad.  Sjeveroistočno su Donji Turni, Raskrižje Tihovo, Gornje Tihovo, Donje Tihovo te Mala Lešnica i Velika Lešnica. 

## Stanovništvo
| broj stanovnika | 73    | 74    | 101   | 78    | 92    |       |       | 115   | 90    | 101   | 93    | 79    | 78    | 61    | 58    | 46    | 38    |
|                 | 1857. | 1869. | 1880. | 1890. | 1900. | 1910. | 1921. | 1931. | 1948. | 1953. | 1961. | 1971. | 1981. | 1991. | 2001. | 2011. | 2021. |